# Flavoproteine
Flavoproteine (Flavinenzyme, Flavoenzyme) sind eine in Tieren, Pflanzen und Mikroorganismen weit verbreitete Gruppe von  Proteinen bzw. Oxidoreduktasen, die als Kofaktor Flavinnukleotide (Flavinadenindinukleotid (FAD), Flavinmononukleotid (FMN)) enthalten.
Es handelt sich um Enzyme, die Redox-Reaktionen katalysieren, wobei Flavin als Elektronenüberträger dient, der umkehrbar oxidiert und reduziert werden kann.
Flavoproteine sind grundlegend für alle Vorgänge der Zellatmung, da sie an den entsprechenden Elektronentransportketten beteiligt sind.
Beispiele sind unter anderem die Succinat-Dehydrogenase und die Glucose-Oxidase.